# Livia Millhagen
Livia Maria Millhagen, född 23 maj 1973 i Storkyrkoförsamlingen, Stockholm, är en svensk skådespelare.

## Biografi
Millhagen, som är dotter till konstnären Lars Millhagen och konstvetaren Beate Sydhoff, växte upp i Gamla stan i Stockholm och en tid i Washington D.C., där modern var kulturattaché vid Sveriges ambassad. 1995–1999 studerade hon vid Teaterhögskolan i Malmö och gjorde sin praktik på Kungliga Dramatiska Teatern 1997, varvid hon medverkade i Strindbergs Fadren i regi av Staffan Valdemar Holm. 1999–2002 var hon verksam på Uppsala Stadsteater i bland annat Ur funktion och Elektra, båda i regi av Birgitta Englin. Våren 2008 spelade hon huvudrollen Lydia i Hjalmar Söderbergs Den allvarsamma leken på Stockholms stadsteater (regi Daniel Lind Lagerlöf).
Hon tillhör sedan 2003 Dramatens fasta ensemble. Där har hon bland annat spelat i Bertolt Brechts Mor Courage och hennes barn (regi Anders Paulin), i Shakespeares Lika för lika (regi Yannis Houvardas) och i Frank Wedekinds Lulu (regi Ole Anders Tandberg). Sedan 2007 har hon framför allt kreerat ett flertal ledande och uppmärksammade roller i regi av Stefan Larsson, däribland Ingmar Bergmans Scener ur ett äktenskap (även på Sveriges Television) mot Jonas Karlsson, Fanny och Alexander, Christopher Hamptons Farliga förbindelser, Ibsens Rosmersholm och Yukio Mishimas Markisinnan de Sade. Våren 2016 följde titelrollen i Euripides Medea i en dansk-svensk samproduktion mellan Betty Nansen Teatret i Köpenhamn och Dramaten. Hösten 2017 spelade Millhagen rollen som  Anna Karenina efter boken med samma namn på Dramaten.
På film har Millhagen gjort den kvinnliga huvudrollen Carola i Miffo och Ylva i Buss till Italien, båda i regi av Daniel Lind Lagerlöf. För rollen i Miffo nominerades hon till en Guldbagge i kategorin "Bästa kvinnliga huvudroll". På Sveriges Television har hon medverkat i novellfilmen Rubinbröllop (regi Joachim Siegård) och i serien Mästerverket (regi Linus Tunström) samt 2013 i  serien Molanders som Fanny Molander.

## Priser och utmärkelser
- 2004 – Guldbagge-nominerad i kategorin Bästa kvinnliga huvudroll för rollen som Carola i Miffo.
- 2006 – Gunn Wållgren-stipendiet (motivering: "Livia Millhagen har under de senaste året spelat så vitt skilda roller som Isabella i 'Lika för lika' på Stora scen, Gertrud 'I skuggan av Hamlet' för unga på Lejonkulan och 'Lulu' just nu på Lilla scen. Det som slår en med Livias begåvning, utöver en närvaro och en ärlighet i skådespeleriet, är att hon nästan omärkligt lyckas gestalta dessa roller så olika.")[4]
- 2009 – Oscar Lindgrens stipendium
- 2013 – Carl Åkermarks stipendium av Svenska Akademien
- 2015 – Litteris et Artibus
- 2019 – Svenska Dagbladets Thaliapris[5]

## Filmografi
- 1996 – Fisherman's Friend (kortfilm)
- 2002 – Beck – Annonsmannen
- 2003 – Miffo
- 2005 – Buss till Italien
- 2005 – Rubinbröllop (kortfilm)
- 2005 – 27 sekundmeter snö
- 2006 – Mästerverket (TV-serie)
- 2008 – Häxdansen (TV-serie)
- 2008 – Maria Larssons eviga ögonblick
- 2008 – Fishy
- 2009 – Wallander – Prästen
- 2009 – Oskar, Oskar
- 2012 – Höstminnen
- 2012 – Berättelsen om Pi (röst som Gita Patel)
- 2013 – Molanders (TV-serie)
- 2015 – Den gode dinosaurien (röst som mamma Ida)
- 2016 – Finaste familjen (TV-serie)
- 2017 – Veni Vidi Vici (TV-serie)
- 2018 – Systrar 1968 (TV-serie)
- 2019 – Lejonkungen (röst som Shenzi)
- 2019 – Fågelfångarens son
- 2020 – Bäckström (TV-serie)
- 2020 – Själen (röst som doktor)
- 2021 – Raya och den sista draken (röst som hövding Virana)
- 2021 – Young Royals (TV-serie)

## Teater

### Roller (ej komplett)
| År   | Roll                                               | Produktion                                                                     | Regi                 | Teater                                           |
| ---- | -------------------------------------------------- | ------------------------------------------------------------------------------ | -------------------- | ------------------------------------------------ |
| 1997 | Emma                                               | Fadren August Strindberg                                                       |                      | Dramaten                                         |
|      |                                                    | Ur funktion                                                                    |                      | Uppsala stadsteater                              |
|      |                                                    | Elektra                                                                        |                      | Uppsala stadsteater                              |
| 2000 |                                                    | Las Vegas                                                                      |                      | Uppsala stadsteater                              |
| 2002 |                                                    | Född skyldig                                                                   |                      | Uppsala stadsteater                              |
| 2003 | Ängeln Hönan                                       | Ett litet drömspel Staffan Westerberg                                          | Agneta Ehrensvärd    | Dramaten                                         |
| 2003 | Kattrin                                            | Mutter Courage och hennes barn (Mutter Courage und ihre Kinder) Bertolt Brecht | Anders Paulin        | Dramaten                                         |
| 2004 | Siri von Essen                                     | Valpen Henning Mankell                                                         | Ellen Lamm           | Dramaten/ Strindbergs Intima Teater              |
| 2004 | Medverkande                                        | Ett öga rött, maratonläsning Jonas Hassen Khemiri                              |                      | Dramaten                                         |
| 2005 | Isabella                                           | Lika för lika (Measure for Measure) William Shakespeare                        | Yannis Houvardas     | Dramaten                                         |
| 2006 | Gertrud                                            | I skuggan av Hamlet Irena Kraus                                                | Agneta Ehrensvärd    | Dramaten                                         |
| 2006 | Lulu                                               | Lulu Frank Wedekind                                                            | Ole Anders Tandberg  | Dramaten                                         |
| 2007 | Shelly                                             | Hem till gården (Buried Child) Sam Shepard                                     | Stefan Larsson       | Dramaten                                         |
| 2007 | E-Metta                                            | Fördold Lars Norén                                                             | Staffan Roos         | Dramaten                                         |
| 2008 | Sanna                                              | Den ömhet jag är värd Peter Birro                                              | Stefan Larsson       | Dramaten                                         |
| 2008 | Lydia                                              | Den allvarsamma leken Hjalmar Söderberg                                        | Daniel Lind Lagerlöf | Stockholms stadsteater                           |
| 2009 | Helena                                             | Höstsonaten Ingmar Bergman                                                     | Stefan Larsson       | Dramaten                                         |
| 2009 | Marianne                                           | Scener ur ett äktenskap Ingmar Bergman                                         | Stefan Larsson       | Dramaten                                         |
| 2010 | Karen Weston                                       | En familj - August: Osage County (August: Osage County) Tracy Letts            | Stefan Larsson       | Dramaten                                         |
| 2011 | Célimène                                           | Misantropen (Le misanthrope) Molière                                           | Eirik Stubø          | Dramaten                                         |
| 2012 |                                                    | Rött och svart                                                                 | Jonas Cornell        | Radioteatern                                     |
| 2012 | Emilie Ekdahl                                      | Fanny och Alexander Ingmar Bergman                                             | Stefan Larsson       | Dramaten                                         |
| 2014 | Rebekka West                                       | Rosmersholm Henrik Ibsen                                                       | Stefan Larsson       | Dramaten                                         |
| 2015 | Grevinnan de Saint-Fond Renée, Markisinnan de Sade | Markisinnan de Sade (サド侯爵夫人?, Sado kōshaku fujin) Yukio Mishima          | Stefan Larsson       | Dramaten                                         |
| 2016 | Medea                                              | Medea (Μήδεια Mēdeia) Euripides                                                | Stefan Larsson       | Betty Nansen-teatern/ Dramaten                   |
| 2016 | Emelie Ekdahl                                      | Fanny och Alexander Ingmar Bergman                                             | Stefan Larsson       | Dramaten                                         |
| 2017 | Marianne                                           | Scener ur ett äktenskap Ingmar Bergman                                         | Stefan Larsson       | Maximteatern                                     |
| 2017 | Anna Karenina                                      | Anna Karenina (Анна Каренина) Lev Tolstoj                                      | Tobias Theorell      | Dramaten                                         |
| 2018 | Ann                                                | Höst och vinter Lars Norén                                                     | Stefan Larsson       | Dramaten                                         |
| 2019 | Blanche DuBois                                     | Linje Lusta (A Streetcar Named Desire) Tennessee Williams                      | Stefan Larsson       | Dramaten                                         |
| 2020 | Maggie                                             | Katt på hett plåttak (Cat on a Hot Tin Roof) Tennessee Williams                | Stefan Larsson       | Kulturhuset Stadsteatern/ Dramaten/ Maximteatern |
| 2021 | Maggie                                             | Katt på hett plåttak (Cat on a Hot Tin Roof) Tennessee Williams                | Stefan Larsson       | Kulturhuset Stadsteatern/ Dramaten/ Maximteatern |
| 2022 | Blanche DuBois                                     | Linje Lusta (A Streetcar Named Desire) Tennessee Williams                      | Stefan Larsson       | Dramaten                                         |
| 2022 | Hedda                                              | Så enkel är kärleken Lars Norén                                                | Eva Dahlman          | Maximteatern                                     |
| 2023 | Rita                                               | Lille Eyolf Henrik Ibsen                                                       | Stefan Larsson       | Dramaten                                         |